# Deus vult
Deus vult (від лат. Цього хоче Бог (Така воля Божа), фр. Dieu le veut) — гасло, що було вперше використане під час проголошення Першого хрестового походу римським папою Урбаном II на Клермонському соборі у 1095 році. 
Гасло має різні значення залежно від часу й контексту. Зокрема воно використовувалось як метафора Божої волі. Також його використовували пуритани. Від цього вислову походить Deus lo vult (від лат. Так хоче Бог) — девіз Єрусалимського Ордену Святого Гробу Господнього, католицького військового ордену. 
У XXI столітті деякі ультраправі рухи та християнські націоналісти використовують його як девіз. Медієвісти критикують таке використання як шкідливе та історично неточне.

## Сучасний вжиток
- Deus Vult — назва доповнення до гри Crusader Kings від компанії Paradox Interactive.[8]
- Фраза також згадується в історичному контексті в грі Crusader Kings II.
- Пісня метал-гурту Powerwolf.